# Virginal
Virginal is een dorp in de Belgische provincie Waals-Brabant. Het vormt het belangrijkste deel van Virginal-Samme, een deelgemeente van Itter.

## Geschiedenis
Op het eind van het ancien régime werd Virginal een gemeente. 
De gemeente werd in 1808 al opgeheven en met de eveneens opgeheven gemeente Samme samengevoegd tot Virginal-Samme.

## Bezienswaardigheden
- de Église Saint-Pierre

## Geboren
- André Ballieux (1933), atleet